# Esquiña
Esquiña es una localidad ubicada en la comuna de Camarones, Provincia de Arica que forma parte de la Región de Arica y Parinacota, al norte de Chile.
Tiene una estructura típica a la de un poblado de la sierra. En 2014, se convirtió en la primera localidad chilena en ser alimentada al 100% con energía solar fotovoltaica.

## Demografía
| Coordenadas                                 | Localidad | Categoría | Población (censo 2002) | Población masculina | Población femenina | Viviendas (censo 2002) |
| ------------------------------------------- | --------- | --------- | ---------------------- | ------------------- | ------------------ | ---------------------- |
| 18°56′8″S 69°31′48″O / -18.93556, -69.53000 | Esquiña   | Caserío   | 51                     | 31                  | 20                 | 35                     |

## Cultura
La actividad más destacada es:
- 26 de julio: fiesta de Santa Ana en las calles de Esquiña.